# Tafawa Balewa-torget

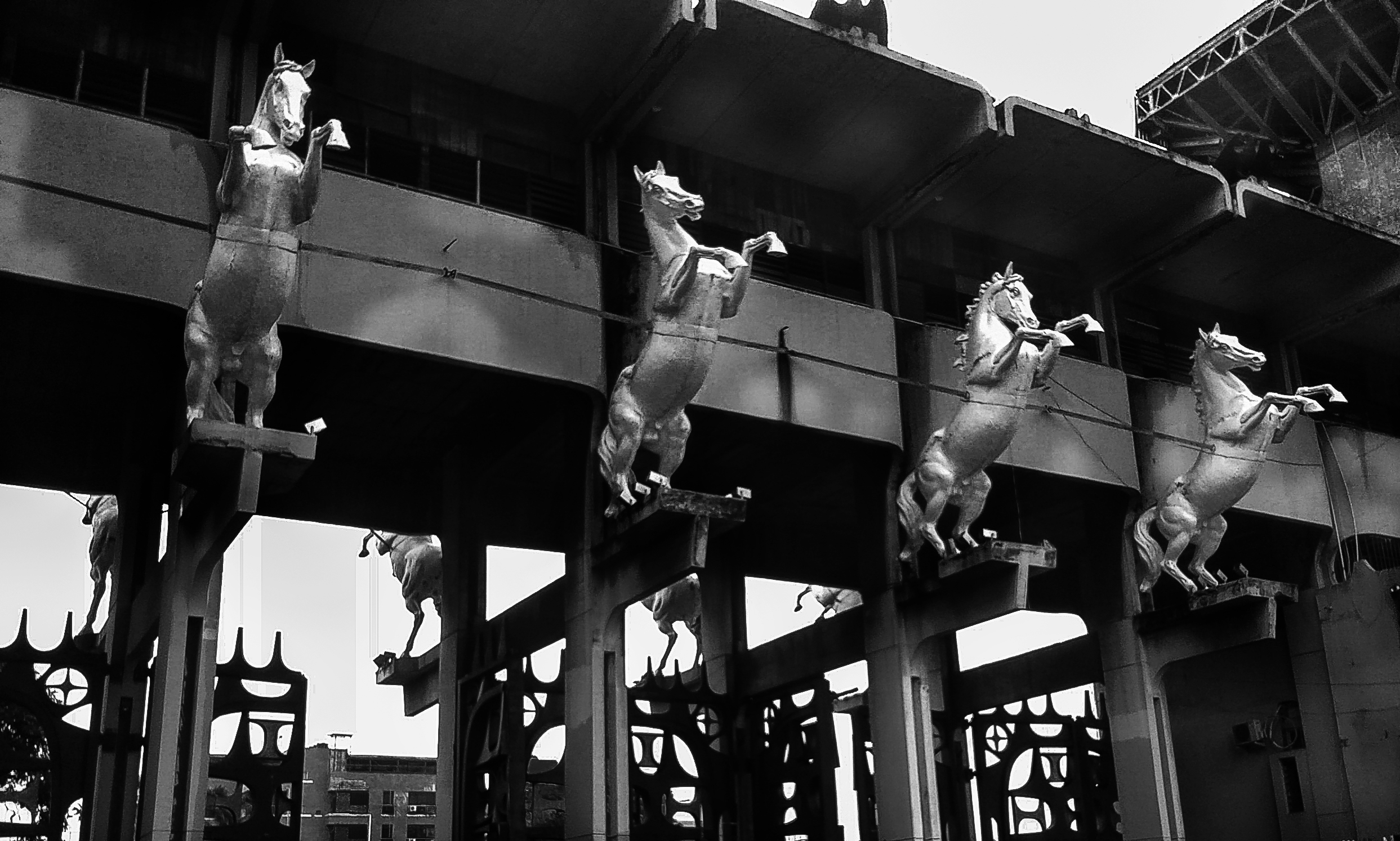
Tafawa Balewa-torget, Lagos

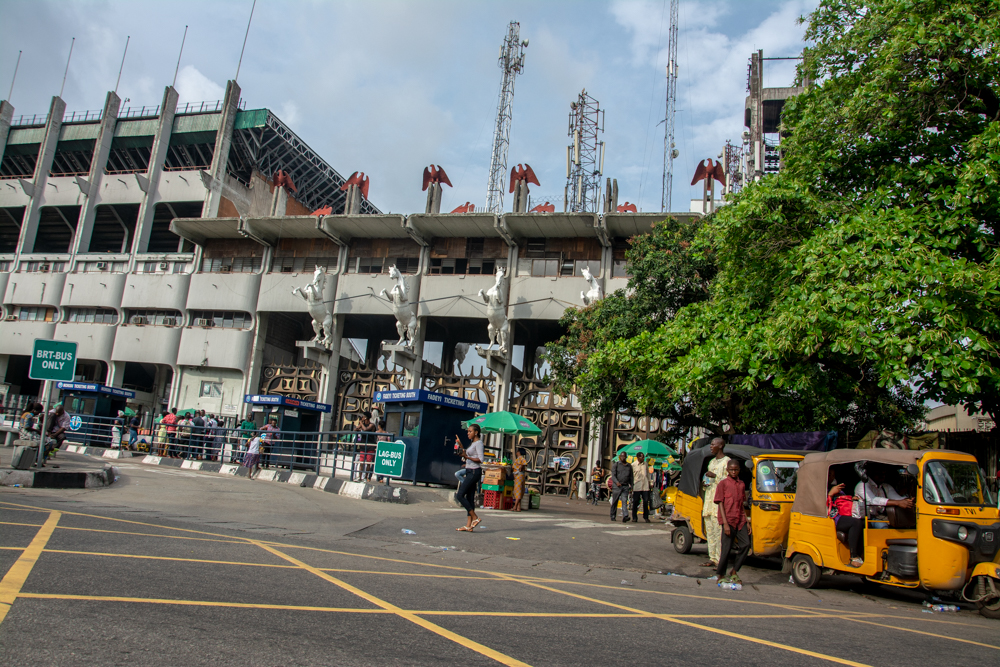

Tafawa Balewa-torget är ett torg i Lagos, Nigerias huvudstad, namngett efter Nigerias första premiärminister Tafawa Balewa. Torget har en yta på ungefär 14 000 kvadratmeter.
Torget byggdes 1972. Marken som torget idag står på köptes 1859 av Oba Dosunmu som senare uppförde byggnader på marken. Dessa revs dock av nigeriska staten när Tafaea Balewa-torget började byggas.
Det står ett monument mitt på torget, uppfört för att fira Nigerias självständighet 1960. Dessutom finns minnesmärken för nigerianska offer för första världskriget, andra världskriget och för det nigerianska inbördeskriget.